# Michael Gitlin

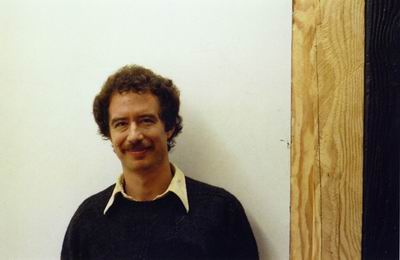
Michael Gitlin 1980

Michael Gitlin (* 23. April 1943 in Kapstadt, Südafrika) ist ein südafrikanisch-israelisch-amerikanischer Bildhauer, der in New York arbeitet und lebt.

## Leben und Werk
Michael Gitlins Familie emigrierte von Südafrika nach Israel, als er fünf Jahre alt war. Gitlin studierte bis 1967 Englische Literatur und Kunstgeschichte an der Hebrew University of Jerusalem und der Bezalel Academy of Arts and Design in Jerusalem.
1970 zog Gitlin nach New York und schloss 1972 am Pratt Institute sein Studium mit dem Master ab.
Bildhauerei lehrte er an der Parsons The New School for Design, der Columbia University in New York, der Bezalel Academy of Arts and Design in Jerusalem und der University of California, Davis.
Gitlin gehört zu den Post-Minimalisten, wie Gordon Matta-Clark, Benni Efrat, Joel Shapiro, Joshua Neustein, Robert Grosvenor, Nahum Tevet und Ulrich Rückriem, die in Manhattan und Europa in den frühen 1970ern gewirkt haben.

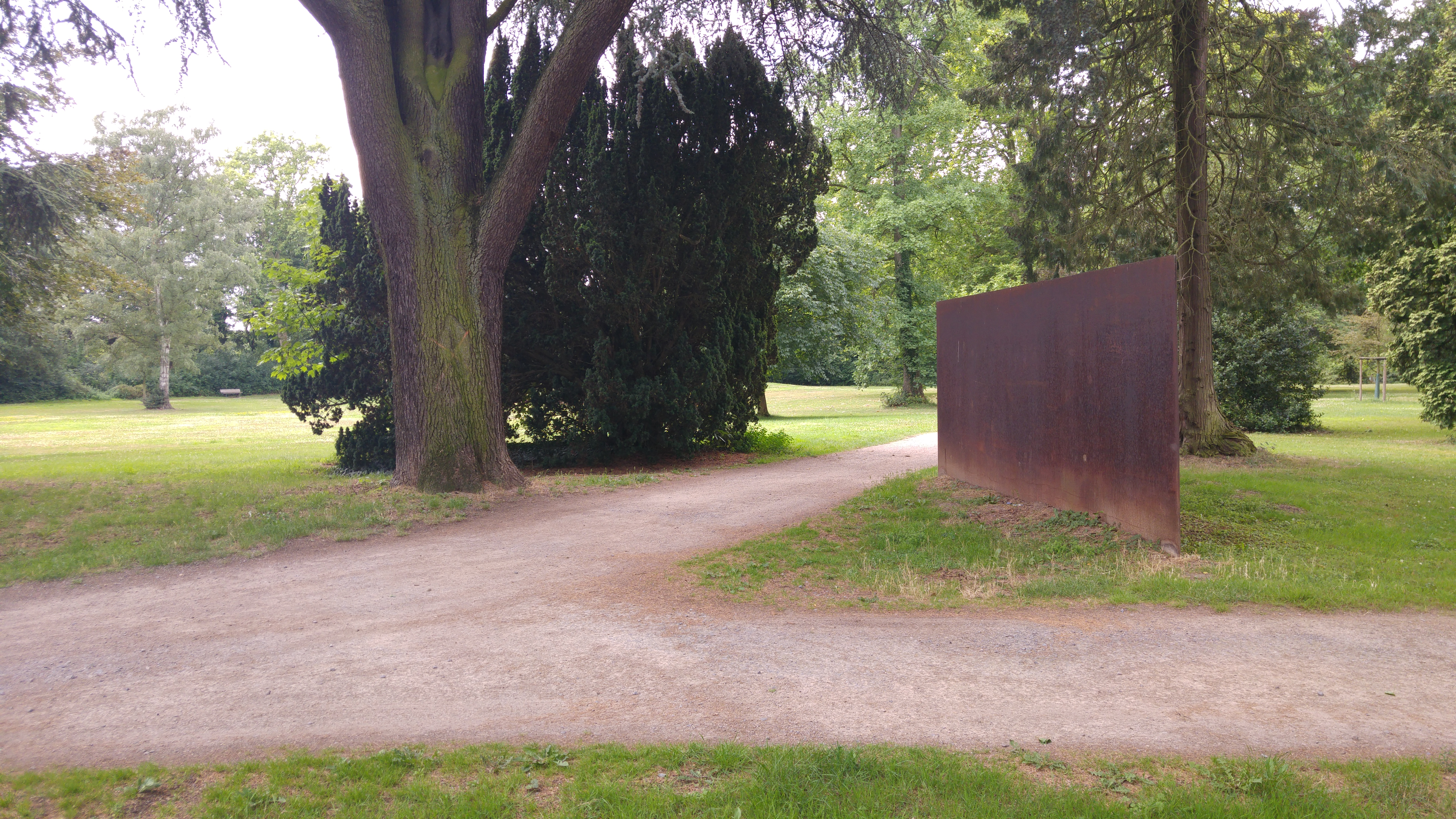
Skulptur von Michael Gitlin (ca. 1975), Cortenstahl, im Lantz’schen Park, Düsseldorf-Lohausen

Er arbeitet dreidimensional. Anfangs mit Papier, dann mit Holz. Viele seiner Skulpturen werden an der Wand hängend präsentiert. In den letzten Jahren werden zunehmend andere Materialien verwendet, wie Stahlwolle, Kupferdraht, Schaumstoff, Elastan.
Zeichnungen sind ein wichtiger Bestandteil des Gesamtwerks von Michael Gitlin.

## Ausstellungen (Auswahl)
1977 stellte Gitlin sowohl im Israel-Museum als auch auf der documenta 6 in Kassel aus. Er wurde von der Galerie Schmela in Düsseldorf vertreten. Das Stedelijk Museum in Amsterdam und das Solomon R. Guggenheim Museum in New York kauften Werke an.
Er hatte Einzelausstellungen im Israel Museum, Jerusalem (1977); Kunstverein Ingolstadt (1980); Exit Art, New York (1985); Kunstraum München (1986); Bonner Kunstverein (1988); Kunsthalle Mannheim (1989) und im Museum van Hedendaagse Kunst Antwerpen (1991).

## Auszeichnungen
- 1984: National Endowment for the Arts Stipendium für Skulptur
- 1987: Guggenheim-Stipendium für Skulptur und Zeichnung
- 1989: Sandberg Preis des Israel Museums
- 1988: Augustus-Saint-Gaudens-Stipendium
- 1991: Preis der Pollock-Krasner Foundation
- 2005: New York Foundation for the Arts Fellowship[4]